# Makeba Alcide
Makeba Alcide (ur. 24 lutego 1990) – lekkoatletka z Saint Lucia specjalizująca się w wielobojach.
Dwukrotna brązowa medalistka mistrzostw NACAC do lat 23 (2010 oraz 2012). Czwarta zawodniczka mistrzostw Ameryki Środkowej i Karaibów z 2011. W 2013 zajęła 28. miejsce na mistrzostwach świata w Moskwie. Dziewiąta zawodniczka halowego czempionatu w Portland (2016). Medalistka mistrzostw NCAA.

## Osiągnięcia
| Rok  | Impreza                                  | Miejsce  | Konkurencja | Lokata      | Wynik     |
| ---- | ---------------------------------------- | -------- | ----------- | ----------- | --------- |
| 2010 | Młodzieżowe mistrzostwa NACAC            | Miramar  | siedmiobój  | 3. miejsce  | 5172 pkt. |
| 2011 | Mistrzostwa Ameryki Środkowej i Karaibów | Mayagüez | siedmiobój  | 4. miejsce  | 5263 pkt. |
| 2012 | Młodzieżowe mistrzostwa NACAC            | Irapuato | siedmiobój  | 3. miejsce  | 5522 pkt. |
| 2013 | Mistrzostwa świata                       | Moskwa   | siedmiobój  | 28. miejsce | 5751 pkt. |
| 2014 | Igrzyska Wspólnoty Narodów               | Glasgow  | siedmiobój  | –           | DNF       |
| 2016 | Halowe mistrzostwa świata                | Portland | pięciobój   | 9. miejsce  | 4368 pkt. |

## Rekordy życiowe
- Bieg na 100 metrów przez płotki – 13,52 (6 czerwca 2013, Eugene)
- Skok wzwyż (stadion) – 1,88 (7 kwietnia 2013, Fayetteville)
- Skok wzwyż (hala) – 1,89 (25 stycznia 2013, Fayetteville)
- Pięciobój (hala) – 4569 pkt. (22 lutego 2013, Fayetteville) rekord Saint Lucia
- Siedmiobój – 6050 pkt. (7 czerwca 2013, Eugene) rekord Saint Lucia